# Glycobius speciosus
Glycobius speciosus là một loài bọ cánh cứng trong họ Cerambycidae.